# アジリサウルス
アジリサウルス（アシリサウルス：Asilisaurus）は、タンザニア南部における、三畳紀中期アニシアン（Anisianアニシア期：約2億4100万年-2億4000万年前）の地層から発掘された、鳥類型主竜類でシレサウルス類の一種。無論恐竜ではなく、恐竜との共通祖先から最も新しく分岐したグループの仲間である。
属名の由来は、スワヒリ語のasili（原始的な、基礎の）と古典ギリシャ語のσαυρος（"竜"、"トカゲ型の動物"）から。日本語のプレスなどでは「アジリサウルス」と表記されているが、（ラテン語や英語における）発音はむしろ「アシリサウルス」に近い。
シレサウルス（Silesaurus）との比較により、最大で全長2-3m程度と考えられる。葉状の歯、くちばし状の下顎、細長い四肢を持っており、四足立位（quadrupedal：四足で完全な直立歩行）をしていた。その歯の形状などから、植物食性だと思われる。
2007年から2010年3月現在まで、すでに14個体分もの化石が発掘されており、その多くは、大腿骨のサイズなどから亜成体だと考えられている。
恐竜類とシレサウルス類は、主竜類の中でも互いに最も近縁なグループであり、その共通祖先は当然、両者に共通する形質を備えていると考えられる。
ところが、これまで（2010年3月時点）に知られている最古の真恐竜類は約2億4000万年前のものだが、それまでに既に発見されていたシレサウルス類とは明らかに異なる点も多く、こうした形質は恐竜の系統で独立に獲得されたものだと思われていた。
というのも、鳥頸類（鳥類系主竜類）には不完全な化石（ラゲルペトン：Lagerpeton）や、非常に特殊化した種類（翼竜類やシレサウルス：Silesaurusなど）の化石記録が大半であり、比較可能な領域が非常に少なかったからである。
しかし、アジリサウルスは非常に保存状態のよい（しかも妙な特殊化の少ない）かたちで見つかった。その特徴ははるかに（鳥型の）恐竜によく似ており、これまで「恐竜にだけしか見られない」と思われていた特徴の多くが、もっと古い主竜類で既に獲得されていたことを示している。
こうした意味で、アジリサウルスは、主竜類の多様化が三畳紀中期もしくはそれ以前と、これまで考えられていたよりずっと早くから始まっていたことを考える上で非常に重要である。